# Zauralje Kurgan
Zauralje Kurgan (ryska: Зауралье Курган) är en ishockeyklubb från staden Kurgan i Ryssland. Klubben bildades 1961 och spelar för närvarande i Vyssjaja chokkejnaja liga (VHL). Klubben hette Mostovik Kurgan mellan 1993 och 1994 samt mellan 1995 och 2003, och Mostovik-Turbinka Kurgan mellan 1994 och 1995. Namnändringen till det nuvarande namnet gjordes 2003. Klubbens hemmaarena tar 2 500 personer vid fullsatt.